# 910'erne f.Kr.
Århundreder: 11. århundrede f.Kr. – 10. århundrede f.Kr. – 9. århundrede f.Kr.
Årtier: 960'erne f.Kr. 950'erne f.Kr. 940'erne f.Kr. 930'erne f.Kr. 920'erne f.Kr. – 910'erne f.Kr. – 900'erne f.Kr. 890'erne f.Kr. 880'erne f.Kr. 870'erne f.Kr. 860'erne f.Kr.
År: 919 f.Kr. 918 f.Kr. 917 f.Kr. 916 f.Kr. 915 f.Kr. 914 f.Kr. 913 f.Kr. 912 f.Kr. 911 f.Kr. 910 f.Kr.

## Begivenheder
- 915 f.Kr. – Kong Rehabeam af Kongeriget Juda dør.
- 912 f.Kr. – Adad-Nirari II overtager tronen i Assyrien efter sin far Ashur-Dan II.
- 911 f.Kr. – Kong Abiam af Kongeriget Juda dør.
- 910 f.Kr. – Zhou yi wang af Zhou-dynastiet dør.